# Pierre MacDonald
Pour les articles homonymes, voir MacDonald.
Pierre MacDonald, né le 19 juin 1936 à Québec et mort le 7 juillet 2015 à Montréal, est un courtier d'assurances, administrateur, militaire et homme politique québécois.

## Biographie
Né à Québec, Pierre MacDonald a étudié au Collège Saint-Charles-Garnier et à l'Académie de Québec où il a obtenu son Baccalauréat ès arts. Il se lance alors dans la carrière de courtier d'assurances tout en poursuivant des études en sciences commerciales à l'Université Laval dont il obtiendra un baccalauréat et une maîtrise.
En parallèle, il poursuit une carrière dans l'armée de réserve; enrôlé dans le corps-école des officiers canadiens, second lieutenant en 1956, il deviendra lieutenant-colonel et sera commandant du régiment des Voltigeurs de Québec de 1968 à 1971. En 1976 il est promu colonel et devient conseiller spécial du général commandant le secteur de l'Est. Enfin, de 1977 à 1985 il est président du conseil de Arsenaux canadiens Limitée, société d'État exploitant des usines de fabrication de munitions,.
De 1965 à 1974 Pierre MacDonald œuvre dans les cabinets Johnson & Higgins Willis Faber et Castonguay, Pouliot et Guérard (avec Claude Castonguay), et dans des entreprises: il est vice-président exécutif de Multitek puis vice-président exécutif et directeur général des Industries L'Islet inc.
De 1974 à 1985 il est étroitement associé au projet de la Baie-James: il est vice-président de la Société d'énergie de la Baie James jusqu'en 1977, et administrateur de la Société de développement de la Baie James et par conséquent membre du conseil municipal de la municipalité de la Baie-James de 1974 à 1984. De 1983 à 1984 il est aussi président de Sotel, compagnie de téléphone qui dessert la région de la baie James .
Enfin, de 1983 à 1985, il est premier vice-président et chef du réseau Est de la Banque de Montréal.

### Carrière politique
En 1985, Pierre MacDonald est recruté par Robert Bourassa comme candidat vedette pour la campagne électorale qui s'annonce. On lui offre une circonscription acquise d'avance aux libéraux, celle de Robert-Baldwin, et on le destine à un poste ministériel dans le domaine économique. Il est effectivement élu le 2 décembre avec 81 % des voix. Il est aussitôt nommé ministre du Commerce extérieur et du Développement technologique et vice-président du Conseil du trésor.
Dans le cadre de l'Accord de libre-échange canado-américain signé en janvier 1988, il a présidé le sous-comité du cabinet sur la libéralisation des échanges. Puis, lors d'un remaniement ministériel en juin 1988, il devient ministre de l'Industrie, du Commerce et de la Technologie, tout en conservant son poste au Conseil du trésor. Cependant, quand des élections générales sont déclenchées le 9 août 1989, il décide de ne pas se représenter et cesse donc d'être ministre le 11 octobre suivant.
En tant que ministre de la Technologie, il affirme que le rôle de la recherche est d'augmenter la rentabilité des entreprises, en accord avec la politique économique du gouvernement. Il disait vouloir « mener le Québec comme une business ».

#### Controverse linguistique
En janvier 1989, Pierre MacDonald crée une controverse lorsqu'il se fait le porte-parole de collègues députés qui disent qu'ils sont « offusqués de l'utilisation de l'anglais dans les commerces du centre-ville de Montréal », et « fatigués d'aller chez Eaton et d'être servis par une grosse maudite Anglaise qui ne parle pas français ! ». Cette remarque était faite dans le cadre d'un débat sur les modifications à apporter à la Charte de la langue française concernant l'affichage en français. Un groupe de femmes anglophones de Montréal a réclamé des excuses au Parti libéral.

### Carrière après la politique
Pierre MacDonald est retourné dans l'entreprise privée après avoir quitté la vie politique. En février 1990 il est engagé par Bombardier comme vice-président et responsable des projets de TGV. Il conserve ce poste jusqu'en 1994, date à laquelle il fonde sa société de consultants MacD Consult Inc., spécialisée en finance internationale et en marketing, et dont il est toujours le président.
Il a également été président du Conseil d'Eurocopter Canada et vice-président du conseil d'administration d'Æterna Zentaris (en), une compagnie pharmaceutique. Il a aussi fait partie du conseil d’administration d'Invesco Trimark.